# Catoptropteryx ramulosa
Catoptropteryx ramulosa är en insektsart som beskrevs av Thomas Henry Huxley 1970. Catoptropteryx ramulosa ingår i släktet Catoptropteryx och familjen vårtbitare. Inga underarter finns listade i Catalogue of Life.